# Paula Mazurek
Paula Mazurek (ur. 27 sierpnia 1991) – polska piłkarka ręczna, rozgrywająca, od 2017 zawodniczka AZS-u Koszalin.
W latach 2010–2015 grała w pierwszoligowym AZS-AWF Warszawa, z którym zdobyła dwa srebrne i jeden brązowy medal akademickich mistrzostw Polski. W latach 2015–2017 występowała w AZS-AWFiS Gdańsk, w którego barwach rozegrała 52 mecze i zdobyła 104 bramki w Superlidze. W 2017 przeszła do AZS-u Koszalin.
Reprezentantka Polski w plażowej piłce ręcznej. Uczestniczka mistrzostw Europy w Danii (2013), wicemistrzyni Europy z Chorwacji (2017). Uczestniczka World Games 2017.

## Statystyki w Superlidze
| Klub                         | Sezon     | Liga | Liga | Liga |
| Klub                         | Sezon     | M    | B    | Śr.  |
| ---------------------------- | --------- | ---- | ---- | ---- |
| AZS-AWFiS Gdańsk             | 2015/2016 | 22   | 25   | 1,1  |
| AZS-AWFiS Gdańsk             | 2016/2017 | 30   | 79   | 2,6  |
| AZS-AWFiS Gdańsk             | Razem     | 52   | 104  | 2    |
| AZS Koszalin                 | 2017/2018 | 9    | 21   | 2,3  |
| Stan na 28 października 2017 |           |      |      |      |

## Sukcesy
Reprezentacja Polski w plażowej piłce ręcznej
- 2. miejsce w plażowych mistrzostwach Europy: 2017